# Maiao
Maiao (Mai’ao en tahitià normalitzat) és una illa del grup del Vent de les illes de la Societat, a la Polinèsia Francesa. Està situada a 75 km a l'oest de l'illa de Moorea, amb qui forma la comuna de Moorea-Maiao. Les seves coordenades són: 17° 39′ S, 150° 38′ O / 17.650°S,150.633°O.
L'illa té la particularitat de tenir dos llacs interiors, a més de la llacuna exterior envoltada pels esculls de corall. Els tres estan connectats per canals subterranis però tenen un alt grau de salinitat. La superfície total és de 10 km², i l'altitud màxima és de 154 m.
La vila principal és Taora-o-mere, on viu la majoria dels 324 habitants (cens del 2002). L'activitat principal és la pesca, la copra i, sobretot, la fabricació artesana de les teulades tradicionals de fulles de pandanàcies trenades que fan per la majoria d'hotels de luxe de la Polinèsia. Contràriament, a casa seva utilitzen teulades prefabricades per poder recollir l'aigua de pluja. A més, els habitants defugen el turisme a la seva illa. Han refusat la construcció d'un aeròdrom i d'un hotel, i han decidit que els forasters no hi poden restar més d'una jornada.
El nom de Maiao significa "grapa". Històricament estava sota el domini de Huahine, i era anomenada Tupuaemanu o Tubuai Manoa. Va ser descoberta per l'anglès Samuel Wallis, el 1767, que l'anomenà Saunders. Per Domingo Bonaechea (1775) era La Pelada.